# 나로호

나로호(羅老號, Naro, KSLV-I; Korea Space Launch Vehicle-I)는 100kg급의 인공위성을 지구 저궤도에 진입시킨 대한민국 최초의 우주발사체이다. 나로호(KSLV-I)는 1단 액체엔진과 2단 고체 킥모터로 구성되는 2단형 발사체이며, 발사체 조립과 발사 운용은 한국항공우주연구원과 러시아 흐루니체프가 공동으로 수행하였다.
대전광역시 유성구 과학로에 위치한 한국항공우주연구원(KARI)은 우주개발중장기기본계획에 의거하여 2002년 이후 로켓 발사를 계획하였고, 2013년 1월 30일 3차 시도 만에 고흥군 나로우주센터에서 나로과학위성(STSAT-2C)을 나로호(KSLV-I)에 실어 지구 저궤도(근지점 고도 300km, 원지점 고도 1,500km)에 쏘아올리는 데 성공하였다. 이로써 대한민국은 세계 11번째로 자국 기술로 우주발사체를 성공적으로 발사한 국가가 되었다.
나로과학위성(STSAT-2C)은 1년간 우주공간에서 지구 타원궤도(300×1500km)를 하루 14바퀴씩 우주방사선량과 이온층 등 우주환경관측을 임무를 수행한다. 관측 데이터는 태양활동 극대기에 맞춰 우주방사선량 모델링, 우주방사선이 우주부품에 미치는 영향, 이온층이 통신시스템에 미치는 영향 등을 연구하는데 이용한다.

## 역사
대한민국에서 우주발사체를 국내개발하겠다는 계획이 처음으로 정해진것은 1999년 발표된 '국가우주개발 중장기계획'이었다. 당시 제시된 목표는 다음과 같다.
- 2010년까지 국내 기술에 의한 저궤도위성 및 발사체 개발
- 2015년까지 우리나라 우주산업 세계 10위권 내 진입

다만 이것은 구체적인 계획이 없이 장기적인 목표를 정하는 선언적인 성격이었고, 실질적으로 구체화된 계획이 세워진 것은 2000년 발표된 '우주개발중장기기본계획 수정(안)'에서이다. 여기서는 다음 세가지 목표를 제시하였으며 각각 KSLV-I, II, III이라는 명칭이 붙여졌다.
- 2005년 100kg급 저궤도 소형위성 발사체 기술확보
- 2010년 1톤급 저궤도 실용위성 발사체 기술확보
- 2015년 1.5톤급 저궤도 실용위성 발사체 기술확보

당시 KSLV-I의 계획은 총 7개의 KSR-III급 로켓이 수평으로 묶여 총 3개 단을 구성하고, 4단에 고체 킥모터를 사용하는 방식이었다. 그런데 1998년부터 시작된 KSR-III 기본형의 개발이 진행되면서 문제점이 제시되었다. KSR-III의 가압식 엔진으로는 압력을 견디기 위해 가압제 탱크가 지나치게 무거워져 전체 성능이 저하되었던 것이다. 따라서 2000년 7월 국내전문가 실무점검 결과 1단에는 보다 강력한 터보펌프식 액체연료엔진을 새로 개발해서 사용하고 2단에 KSR-III의 엔진을 사용하자는 방안이 제시되었다. 이 안은 2001년 5월 한국과학기술연구원이 수행한 '한국형 저궤도위성 발사체개발을 위한 조사분석연구'에서 채택되어 1, 2단 액체추진, 3단 고체추진의 기본형태가 도출되었다.
한편 2001년 대한민국은 미사일 기술 통제 체제(MTCR)에 가입하여, MTCR의 가이드라인 내에서 우주발사체 관련 기술을 가진 외국과 국제협력이 가능해졌다. 그 결과 위의 계획안을 기초로 러시아에 개념 설계와 관련해 다음 2가지 용역을 발주하였다.
- 2001년 7월～12월 : 위성발사체 개념설계 관련 용역(러시아 MAI)
- 2001년 11월～2002년 2월 : 추진기관시스템 분석 용역 수행(러시아 Keldysh)

이러한 결과물을 토대로 2002년 우주개발 현안사항 협의회에서 KSLV-I의 계획을 다시 한번 변경하여 1단에 고추력 액체추진, 2단에 고체추진을 사용한다는 계획을 확정하였다. 이에 따라 러시아와의 기술협력을 위해 여러차례 러시아측과 회의를 하였으며, 이를 토대로 2004년 즈음에는 1단은 한러 공동개발, 2단은 국내 개발한다는 협력내용이 가시화되었다. 당시 계획에 의하면 발사체의 전체적인 시스템 설계는 한러 기술진이 공동으로 설계하여 작업하고, 1단 서브시스템의 설계⋅제작⋅시험은 러시아에서 담당 및 한국 기술진이 여기에 참관⋅참여하는 형식으로 공동개발, 2단의 경우에는 러시아의 기술지원 및 설계검토를 받아 한국에서 설계 및 제작을 수행하기로 하였다. 이런 협력 분위기는 2004년에 한러 우주기술협력협정을 맺으면서 더욱 강화되었다. 이러한 계획 변경에 맞춰 2005년 '우주개발중장기기본계획'에서 KSLV-I의 발사시기를 2007년 10월로 조정하였다.
하지만 시스템 설계가 마무리되고 상세 설계에 돌입한 2005년 말, 러시아 의회에서 갑작스럽게 제동을 걸었다. 이전까지는 한러 양국 모두 우주기술보호협정 체결이 필요하다는 점은 동의하고 있었다. 하지만 대한민국에서 러시아측에 협정 초안을 꾸준히 요청했으나 러시아 측에서 협정 체결은 사업 후반기 발사체 1단 등의 H/W 인도 시점에나 필요할 것이라는 입장을 가지고 있었다. 그런데 러시아 의회에서 기술유출을 방지하려는 의도가 들어오면서 갑작스럽게 우주기술보호협정을 당초 입장보다 강화하여 체결을 앞당길 것을 요구하게 된 것이다. 그 결과 협상 끝에 2006년 한러 우주기술보호협정이 체결되었지만, 러시아 측에서 비준이 늦어지면서 발사시기가 2008년 12월으로 다시 연기되었다. 또한 보호품목에 대한 통제가 강화되어 기존 항공우주연구원의 예상만큼의 참관, 관리 및 자료확보가 어려워지게 되었다.
그 뒤로도 계속해서 문제가 일어나 발사일정이 미뤄졌다. 2008년 8월에는 중국 쓰촨성 지진 등으로 발사대 관련 부품 도입에 차질이 생겨 발사예정일이 2009년 2분기로 연기되었고, 2009년 3월에는 성능시험 항목을 추가하면서 2009년 7월 30일로 연기되었다. 2009년 7월 17일에는 러시아측에서 1단 연소시험 일정을 변경하면서 예정일이 2009년 8월 11일로 연기되었고, 2009년 8월 5일에는 러시아측에서 그 1단 연소시험에서 나온 데이터에 이상한 점이 발견되었다며 상세분석을 한다고 해서 2009년 8월 19일로 연기되었다. 그렇게 해서 2009년 8월 19일 첫 발사 시도를 하였다.

### 미국과의 관계
2002년 11월 항공우주연구원이 발사한 액체로켓(KSR-3) 개발 과정에서, 미국 기업과 4개 부품의 수입 계약을 맺었으나, 미국 국무부가 한국에 대한 수출허가를 내주지 않았다.
미국 국무부는 나로호 발사 추적·계측·통제 장비 도입 계약과 관련해 국가전략 산업이란 이유로 한국에 대한 수출허가를 불허했다. 항우연은 기술도입선을 유럽으로 급선회하면서 큰 고비를 맞았다. 민경주 나로우주센터장은 "비행종단시스템은 이스라엘, 원격자료수신장비 및 광학추적장비는 프랑스로부터 도입하느라 시간이 많이 경과됐다"고 말했다.
2009년 8월, 뉴욕 타임스는 "미국이 동북아의 무기경쟁 촉발을 우려해 지원하지 않자, 한국은 러시아와 손을 잡았다"고 한국의 우주개발 계획 과정을 전했다.
2016년 7월 20일, 한국은 해면추력 66톤 액체연료 엔진인 KARI 75톤급 로켓엔진 연소시험에 최종 성공했다. 4개를 묶어서 2019년 한국형발사체 1단에 사용할 계획이다.

## 발사 역사
| 순차 | 발사일시 (KST)        | 발사장       | 위성              | 결과 | 비고                                                                    |
| 1    | 2009년 8월 25일 17:00 | 나로우주센터 | 과학기술위성 2A호 | 실패 | 한쪽 페어링 미분리로 위성 궤도 진입 실패                                |
| 2    | 2010년 6월 10일 17:01 | 나로우주센터 | 과학기술위성 2B호 | 실패 | 발사 137.19초 경 1단 로켓 폭발로 추락                                   |
| 3    | 2013년 1월 30일 16:00 | 나로우주센터 | 나로과학위성      | 성공 | 2014년 4월부터 나로과학위성과 통신이 두절돼 사실상 위성 운영을 중단했다 |

### 1차 발사
2009년 8월 18일 오후 5시 대한민국 고흥군의 나로우주센터에서 첫 발사가 시도되었으나 4시 52분 4초, 발사 7분 56초를 남기고 고압 탱크 압력측정 소프트웨어 결함 때문에 자동으로 발사 중지 명령이 내려졌다.
2009년 8월 25일 오후 5시, 발사를 재시도하여 이륙에 성공하였다. 그러나 페어링의 나머지 한쪽의 분리가 실패하여 과학기술위성 2호는 목표궤도 진입에 실패하였다. 대한민국의 교육과학기술부 안병만 장관은 발사 후 브리핑에서 1단 엔진과 2단 킥모터는 정상적으로 작동되고 위성이 정상적으로 분리되었으나, 로켓이 위성을 목표 궤도에 정확히 올려 보내지 못한 것으로 분석된다고 하였다.
나로우주센터와 KAIST 인공위성연구센터에서는 나로호가 이륙 9분 뒤 고도 306km에서 과학기술위성 2호와 분리됐어야 했지만, 이보다 약 36km 높은 고도 342km에서 분리된 것으로 분석하였다. 2009년 8월 구성되어 총 13차례에 걸친 회의를 개최하고 2009년 11월 중간조사결과를 발표했던 나로호 발사 조사위원회는 2010년 2월 8일 최종 분석 결과를 발표했다. 이륙 후 216초에 관성항법유도장치에서 페어링 분리 명령은 정상적으로 발생했고 분리장치 구동을 위한 고전압 전류도 정상적으로 출력됐다고 밝혔다. 그러나 고전압의 전류가 공급되는 과정에서 전기배선 장치에 방전이 발생해 분리화약이 제시간에 폭발하지 않았을 가능성이 있다고 분석했고, 두 번째로는 분리화약은 정상적으로 폭발했으나 기구가 불완전하게 작동해 기계적 끼임 현상 등이 발생해 분리되지 않았을 가능성도 있다고 설명했다. 조사위원장은 추정 원인을 두 가지로 제시하는 것은 원격 측정정보만으로 원인을 단정하는 것은 한계가 있기 때문이라고 덧붙였다.
- 발사 과정

| 시각 (KST)  | 상태                                               | 비고 |
| 08:55       | 발사 운용 시작                                     | |
| 09:40       | 1단 추진제 충전 준비 작업 시작                     | |
| 10:02       | 추진제 및 헬륨 충전을 위한 점검 완료               | |
| 10:07       | 밸브 및 엔진 제어용 헬륨 충전 시작                 | |
| 10:40       | 1단 연료탱크 온보드 구성품 기능작업 완료           | 온보드는 발사체 내 전자장비이다.                                                                                        |
| 11:11       | 1단 산화제 탱크 온보드 구성품 기능점검 완료        | |
| 12:29       | 상단 자세제어시스템 충전 시작                      | |
| 12:30       | 육상 소개시작, 발사대 주변 기술인력 안전지역 철수  | |
| 12:48       | 발사대 주변 기술 인력 철수 완료                    | |
| 13:00       | 1단 로켓 추진제 충전 준비 완료                     | |
| 13:04       | 산화제 공급시스템 냉각 시작                        | |
| 14:15       | 산화제 공급시스템 냉각 완료                        | |
| 14:17       | 산화제 탱크 냉각 시작                              | |
| 14:47       | 산화제 탱크 냉각 완료                              | |
| 14:58       | 발사체 1단 연료탱크에 연료(케로신) 주입 시작       | |
| 15:04       | 발사체 1단 산화제(액체 산소) 충전 시작             | |
| 15:25       | 헬륨 고압탱크 충전 시작                            | |
| 15:46       | 발사체 1단 연료탱크에 연료(케로신) 주입 완료       | |
| 16:06       | 발사체 1단 산화제(액체 산소) 충전 완료             | |
| 16:10       | 발사체 기립유지장치 철수                           | |
| 16:15       | 상단부와 레인지시스템 최종 발사준비 작업 시작      | |
| 16:23       | 상단부 자세제어 시스템 충전 완료                   | |
| 16:28       | 발사체 기립장치 철수작업 완료                      | |
| 16:42       | 모든 시스템 발사준비 완료                          | |
| 16:44       | 나로호 최종 발사 승인                              | |
| 16:45:00    | 최종 카운트 다운 시작 (900초) 상단 배터리 전원공급 | |
| 16:59:56.2  | 1단 로켓 점화                                      | |
| 17:00:00.26 | 나로호 발사 이륙                                   | |
| 17:00:54    | 나로호 음속 돌파                                   | 이륙 후 54초 |
| 17:03:36    | 상단부 페어링 분리                                 | 이륙 후 216초, 오른쪽 페어링 정상 분리, 왼쪽 페어링 분리 실패                                                           |
| 17:03:50    | 1단 엔진 종료                                      | 이륙 후 230초 |
| 17:03:53    | 1단 로켓 분리                                      | 이륙 후 233초 |
| 17:06:35    | 2단 로켓 점화                                      | 이륙 후 395초, 정상 점화                                                                                                |
| 17:07:33    | 2단 엔진 종료, 목표 궤도 진입                      | 이륙 후 455초, 연진 종료때 327 km까지 상승 (정상 고도는 302 km) 목표 궤도 진입 실패, 종료 무렵부터 2단 텀블링 발생 시작 |
| 17:09:00    | 과학기술위성 2호, 나로호 2단과 분리                | 이륙 후 540초, 정상 고도(306 km)보다 36 km 상공(342 km)에서 분리됨 직후 상단에 붙어있던 페어링 역시 분리                |
| 17:11:00    |                                                    | 최대고도 387km까지 도달 후, 지상으로 낙하                                                                               |
| 18:00       | 발사성공 여부 공식 발표                            | 발표 20분 연기 |

### 2차 발사
두 번째 나로호 발사 이전에 러시아 기술자가 자살을 시도하였으나 다행히 무사하였고, 발사일은 연기되지 않았다. 이상징후는 2010년 6월 7일 나로호를 발사대에 수직으로 세우기 전에 발생하였다. 발사체 상태를 확인하는 전기신호가 불안정하게 감지되었는데 한국항공우주연구원은 6시간 조사에서 원인을 찾지 못하여 결국 기립작업을 중단하였고 불안정 현상이 해소되었다며 조명까지 켜 가며 기립작업을 20분 만에 끝냈다.
대한민국 고흥군의 나로우주센터에서 과학기술위성 2B호를 탑재하여 2010년 6월 9일 17시에 발사를 시행할 예정이었지만, 13시 28분경 발사를 3시간 30분 앞두고 전기장치결함으로 인한 발사대 소방시설 오작동으로 노즐 3곳에서 화학용제와 소화용액이 분출됨에 따라 발사운용절차가 중단되었다. 발사운용절차 중단 직후 교육과학기술부 대변인은 '발사체에는 영향을 미치지 않은 것으로 판단'하였으며 '한ㆍ러 비행시험위원회에서 차후 재발사일정을 잡을 것'이라고 밝혔다.
나로호는 다음날인 2010년 6월 10일 17시 1분에 발사하였다. 그러나 이륙 137.19초만에 통신이 두절되었으며 고도 70 km 지점 페어링 분리부터 확인되지 않았다. MBC의 나로호 비행영상을 보면 첫 번째 폭발 직후 다시 한번 폭발하며 추락하는 것을 볼 수 있다. . 안병만 교육과학기술부 장관은 공식 브리핑을 통하여 17시 1분에 발사된 나로호는 이륙 후 137.19초까지는 정상적으로 비행하였지만 이후 지상추적소와의 통신이 두절되었다며, 나로호 상단에 탑재된 카메라 영상이 밝아지는 것을 볼 때 나로호는 1단 연소 구간에서 비행 중 폭발하였을 것으로 판단하고 나로호 2차 발사는 실패하였음을 발표하였다. 한국항공우주연구원은 원인규명에 착수하였다.
원인 규명 중 앞서 나로호 발사체 기립과정에서 고장을 일으켰을 때 , 한국항공우주연구원이 발사 연기를 규정한 '발사계획서'를 무시하고 발사 작업을 강행하였다는 지적이 나왔다. 김선동 한나라당 의원은 18일 국회에서 열린 교육과학기술위원회 회의에서 “항우연이 지난해 5월 작성한 ‘소형위성발사체(KSLV-1) 발사 계획서'에‘지상 전기케이블 이상'이 발생하면 ‘발사 연기’를 하는 것으로 해 놓고도, 지난 7일 나로호 기립 과정에서 ‘지상측정시스템’(GMS) 연결 커넥터에 이상이 발생하였음에도 발사를 강행했다”고 말했다. 발사계획서에 따랐다면 발사예정일을 연기할 만큼의 고장을 겨우 몇 시간만에 보완하여 발사를 강행한 것이다. 결국 성과에만 집중한 나머지 각종 오류와 고장에도 불구하고 너무 성급하게 발사한 게 아니냐는 지적이 나오고 있다. 이로 인해 대한민국 국민들에게 욕설과 쓴소리를 듣게 되었다.
한국항공우주연구원은 한·러 공동조사위원회(FRB)의 발사 실패 분석결과에 따라 3차 발사에 대한 방향을 정하기로 한 상태이다. 러시아와 한국 공동으로 개발한 나로호는 러시아가 담당하고 있는 1단 추진체가 문제로 밝혀질 경우 이번 실패로 인해 한번 더 러시아가 계약상 제공하기로 되어 있다. 하지만 계약서 조항에 한국이 요구할 수 있는 부분이 명시되어 있지만 반드시 러시아가 따라야 한다는 규정이 없어 계약서를 두고 억측이 난무할 가능성도 있다. 또한 러시아가 담당하고 있는 로켓이 문제가 없을 경우 나로호가 실패했다고 하더라도 성공으로 본다는 해석도 있기 때문이다.
이후, 한·러 공동조사위원회(FRB)가 2011년 1월 24일부터 27일까지 러시아에서 제4차 회의를 열었으나, 항우연측은 러시아가 제작한 1·2단 분리장치를, 러시아측은 한국에서 만든 '비행종료시스템(FTS·궤도를 이탈한 나로호를 폭발시키는 장치)'을 실패 원인으로 각각 지목해 함께 검증을 해 왔으나 이견을 좁히는 데 실패하였다. 앞으로 추가 회의를 열어 원인 규명작업을 계속하기로 하였지만 결국 2011년 말로 예정되어 있던 나로호 3차 발사는 원인 검증과 1단 로켓, 위성체 제작 등의 시간을 고려할 때 2012년 2분기 이후에나 가능할 것으로 보인다.
정부는 일단 2차 발사의 실패 원인을 규명한 뒤, 이를 보완해야만 3차 발사를 할 수 있다는 원칙론을 되풀이하고 있다. 이런 신중함은 3차 발사에 대한 청와대와 교과부 일각의 부정적인 견해가 작용한 결과로 보인다. 성공해 봐야 '본전'이지만 또 다시 실패하면 정권에도 부담되고 향후 우주개발 계획에도 타격이 불가피하다는 것이다. 기술적인 면에서도 그간 러시아와 합작을 통해 얻을 것은 다 얻었기 때문에 이제는 독자개발로 직행해야 한다는 주장이다. 반면 나로호를 개발한 항공우주연구원과 과학기술단체 등은 "그래도 3차 발사로 가야 한다"는 입장이다. 발사와 위성분리, 궤도진입에 이르는 전 과정을 해본 것과 안 해본 것은 차이가 크고 성공할 경우 한국 연구진들이 얻게 될 자신감은 앞으로 국산발사체 개발사업에 큰 자산이 된다는 것이다. 특히 3차 발사에 필요한 2단 발사체는 이미 제작해 놓아 발사에 따른 추가비용도 없다는 것이 항우연 측의 주장이다.
2011년 6월 8일 항우연과 러시아 흐루니체프사의 전문가들은 폭발 가능성을 3가지로 압축하였다. 하나는 2단 로켓의 고체 킥모터의 비행중단시스템이 오작동을 일으켜 점화되어 폭발했다는 의견이고, 두 번째는 러시아측 1단부의 산화제 시스템의 오작동으로 산화제가 누설되었고 이 산화제가 1-2단 연결부에서 발화하였다는 것이며, 다른 하나는 1단부의 1-2단 분리용 폭발 볼트의 오작동 이후 1차 충격이 발생했다는 것이다.
- 발사 과정

| 시각 (KST) | 상태                                       | 비고             |
| 15:07      | 나로호 1단 연료 충전 시작                  |                  |
| 15:53      | 나로호 1단 연료 충전 완료                  |                  |
| 16:46:00   | 최종 카운트 다운 시작 상단 배터리 전원공급 |                  |
| 17:01:00   | 나로호 2차 발사 이륙                       |                  |
| 17:01:55   | 나로호 음속돌파                            |                  |
| 17:03:17   | 나로호 폭발                                | 이륙 후 137.19초 |

### 3차 발사
과학기술위성 2A호와 과학기술위성 2B호가 나로호의 1, 2차 발사로 모두 발사되었기 때문에 현재 남아있는 100kg급 지구 저궤도(LEO)위성이 남아있지 않기 때문에 짧은 시간동안 새로 개발한 나로과학위성을 3차 발사에 탑재하였다. 개발비용을 낮추고 개발기간을 단축하기 위해 기존의 과학기술위성 2호 시리즈에 장착된 고가의 장비는 장착되지 않았다.
3차 발사에 사용된 나로호의 경우 기존 발사체와 1단, 상단(2단)의 성능은 동일하지만 비행종단장치의 제거, 외부 산화제 주입 파이프의 보완, 페어링 장치 저전압 성능향상, 발사장 기본 부대시설(2차 발사 시 문제가 된 소방장치, 연료주입 시설 등의 성능향상)들의 보완이 이루어졌다.
발사 전날 발사 리허설 결과, 발사가 결정되었다. 하지만 발사 당일 헬륨가스 주입 중 1단 로켓과 발사대 사이 가스누출로인한 접촉부위의 경미한 사고가 발생하여 수리를 완료되는대로 빠르면 10월 31일, 늦어도 11월 중순에 발사할 예정이였으나, 헬륨가스 공급장치의 압력이 높아 연기되었다. 11월 29일 오후 4시 발사할 예정이었으나 2단로켓의 추력제어기 전기신호에 이상이 생겨서 발사가 잠정중단되었다. 익명의 전문가는 수많은 테스트 때 멀쩡하던 부품이 발사직전 고장났다는 것이 이해되지 않는다고 말했다. 한편, 고흥군은 나로호의 발사 시도로 말미암은 두 번의 어업손실에 대한 손해보상을 실시하였다.
그 후 수리 및 점검을 마치고 2013년 1월 30일 4시, 나로호 3차 발사를 성공하였다.
나로호에서 분리된 나로과학위성은 1년 동안 우주 관측 임무를 수행한다.
- 발사 과정

| 시각 (KST)    | 상태                                                 | 비고 |
| 10:07         | 나로호 1단 연료 탱크관련 탑재물 기능점검 완료        |      |
| 11:28         | 나로호 상단 자세제어시스템용 질소가스 충전 시작      |      |
| 14:00         | 나로호 1단 산화제 탱크 냉각 시작 발사 시각 공식 발표 |      |
| 14:03         | 나로호 1단 산화제 충전 시작                          |      |
| 14:45         | 상단 질소가스 충전 1단 연료 및 산화제 헬륨가스 충전  |      |
| 14:59         | 나로호 1단 연료 충전 완료                            |      |
| 15:10         | 나로호 1단 산화제 충전 완료 산화제 보충 충전 진행    |      |
| 15:11         | 나로호 기립장치 철수 작업 시작                       |      |
| 15:22         | 나로호 자세제어 시스템용 질소가스 충전을 완료        |      |
| 15:45:00      | 최종 카운트 다운 시작 발사 준비 완료                 |      |
| 16:00:00      | 나로호 발사 발사대 회피기동 작동                     | 성공 |
| 16:00:54      | 음속 돌파                                            | 성공 |
| 16:03:35      | 페어링 분리                                          | 성공 |
| 16:03:49      | 1단 엔진 정지                                        | 성공 |
| 16:03:52      | 1단 분리                                             | 성공 |
| 16:06:35      | 2단 로켓 킥모터 엔진 점화                            | 성공 |
| 16:07:33      | 목표 궤도 진입 2단 로켓 연소 완료                    | 성공 |
| 16:09:00      | 위성 분리                                            | 성공 |
| 17:00:00      | 발사성공 여부 공식 발표                              | 성공 |
| 17:26:00      | 나로과학위성, 노르웨이와 첫 교신                     | 성공 |
| 익일 03:27:12 | 나로과학위성, 대한민국과 첫 교신                     | 성공 |

## 성과
나로호 개발을 통해 대한민국은 우주발사체 기술에 대해 매우 많은 기술을 습득할 수 있었다. 2009년 5월 한국연구재단에서 수행한 '한국형발사체 상세기획연구, 국내 기술수준 향상도 분석 자료'에 의하면 "나로호 개발을 통해 국내 발사체 기술 수준이 선진국 대비 46.3%에서 83.4%로 향상"되었다.
이 중 가장 중요한 기술은 체계 기술이다. 우주발사체는 수십만개의 부품이 모두 제 자리에서 제 역할을 해내야지만 작동 가능한 고도의 복잡한 체계이기 때문에 이를 통합해서 설계부터 제작, 시험, 조립, 운영, 발사까지 이르는 모든 과정을 종합적으로 아우르는 체계 기술이 핵심적이다. 그런데 이러한 체계 기술은 문서나 물품의 형태로 전달될 수 없고 직접 체득을 통해 익혀야만 얻을 수 있어 실제로 직접 우주발사체를 만들어 발사해 보는 것이 매우 중요한데, 대한민국은 이를 세계 최고 수준의 기술을 가진 러시아와 함께 공동으로 진행하면서 익힌 것이다.
또한 개발 초기에 국제협력이 틀어질 경우를 대비하여 자력개발안을 함께 진행하였는데, 러시아와 협력하는 방안이 확정된 뒤에도 선행개발의 일환으로 KARI 30톤급 로켓엔진을 개발하여 단품 수준의 시제품까지 제작하였다. 이러한 성과는 KSLV-II에 사용될 KARI 75톤급 로켓엔진 개발에 효과적으로 사용되었다.

## 논란
러시아에서 안가라 로켓 1단을 완제품 수입한 점을 비판하는 보도가 많았다 그러나 나로호 개발의 기본 방향은 한·러 공동개발으로, 전체 체계개발을 한국과 러시아가 공동으로 수행하였기 때문에 각 단별 임무 분담과 같은 것은 부차적이다. 또한, 미국의 아틀라스 V는 나로호 계열 RD-180엔진을 백여발 러시아에서 직수입해 사용한다. 한국처럼 엔진연소시험이나 연료통 제작불가는 아니지만, 엔진은 완제품 직수입을 백여발 계약했다. 또한 일본은 1970년에 완전한 국산의 고체연료 로켓 람다 4S로 최초의 인공 위성의 궤도투입에 성공한 후, 미국에서 액체연료 로켓(Delta)의 1단의 라이선스를 들여와 자체 생산하고, 1975년 N-I부터 1992년 H-I까지 사용했다. 고체연료 로켓의 전부의 단이나 액체연료 로켓의 상단은 국산으로 개발하고, 액체연료 로켓의 1단은, 1983년부터 1994년까지 행하여진 H-II와 미쓰비시 LE-7의 국산개발이 성공할 때까지, 미국에서 생산면허를 들여와 자국에서 제작하였다. 미국은 핵심 기술은 비밀로 유지하는 블랙 박스의 조건으로 일본의 라이센스 생산을 허용했다.

## 안가라 로켓
러시아는 소련이 멸망하면서 신형 안가라 로켓 개발예산이 부족해서, 전세계에 공동개발을 요청했지만, 아무도 받아주는 나라가 없었다. 한국이 공동개발을 하자고 하여, 나로호 사업이 추진되었다. 안가라 로켓은 범용로켓모듈(Universal Rocket Module, URM)을 사용하는데, 1단에 URM-1, 2단에 URM-2를 사용한다. 한국 나로호는 URM-1을 사용했으며, 추력 200톤 RD-191 엔진만 러시아 직수입이고, 연료통 등 나머지 URM-1 본체와 부품들은 모두 한국에서 국내 제작했다. RD-191 엔진도 설계도와 실물을 한국에 주어, 한국은 엔진까지도 국산화 해서 계속 나로호를 10회 이상 발사하려고 계약했는데, 미국 국무부가 제동을 걸어, 계약은 중도에 취소되었으며, 결국 나로호 사업은 조기에 종료되었다.
그런데, 나로호 사업이 취소되었음에도 불구하고, 한국은 추력 30톤 가스발생기 사이클 KRE-030 엔진을 개발했다. 안가라 로켓 2단에 URM-2를 사용하는데, 추력 30톤 단계식 연소 사이클 RD-0124A 엔진을 사용한다. 가스발생기 사이클은 연료효율이 낮아서 단계식 연소 사이클 보다는 낙후된 기술이지만, 현재도 주요 로켓들이 가스발생기 사이클을 사용한다. 여하튼 한국은 URM-2 비슷한 것까지 개발은 했다. 실제 발사한 적은 없다. KRE-030 엔진 완제품을 국내에서 만들어, 러시아에 가져가 연소시험을 하였다.
KRE-030은 가스발생기 사이클 단일 노즐에서 추력 30톤의 힘을 낸다. 반면에 RD-0124A는 추력 7.5톤 단계식 연소 사이클 노즐 4개를 묶은 것이다. 그런데, 한국은 추력 10톤 단계식 연소 사이클 KRE-010을 개발중이다. 항우연이 2010년부터 RD-8의 연구를 시작해, 2017년 6월 현재 8톤 추력의 연소시험까지 완료했다고 한다.
2020년 기준으로, 러시아는 안가라-1.2pp와 소유스-2.1v을 발사하고 있다. 나로호 1단에 2단으로 추력 30톤 엔진을 장착한 2단 액체연료 로켓인데, 두 로켓 제원이 거의 비슷하고, 제조사만 다르다. 1단 엔진도 같은 엔진을 사용한다.
| 비교     | 나로호                   | 안가라 1.1                  |
| 길이     | 33 m                     | 34.9 m                      |
| 직경     | 2.9 m                    | 2.9 m                       |
| 무게     | 140 톤                   | 149 톤                      |
| 1단      | RD-151, 추력 170톤       | RD-191, 추력 200톤          |
| 2단      | KRE-KM 추력 8톤 고체연료 | 브리즈-KM 추력 2톤 액체연료 |
| 인공위성 | 100 kg                   | 2 톤                        |

## ICBM
나로호는 우주 로켓이지만, 모든 우주 로켓은 ICBM으로 사용할 수 있다.
2014년 7월 9일 12:00 UTC (16:00 러시아 현지시간)에 플레세츠크 우주 기지 35/1 발사장에서 안가라-1.2pp를 발사했다. 1.43톤의 화물을 싣고 준궤도 비행을 하였으며, 22분간 5,700 km를 비행해 캄차카반도의 쿠라 미사일 시험장까지 날아갔다. 플레세츠크에서 쿠라까지는 보통 ICBM 시험발사에 사용되는 경로인데, 안가라 로켓을 ICBM처럼 시험발사했다. 러시아군은 발사가 성공했다고 확인했다. 러시아 우주국이 아니라 러시아군이 주관했다.
한국에서 발사한 나로호는 안가라 1.1이라는 것으로, 2008년 이명박 대통령이 러시아에서 안가라 1.1 로켓 모형을 선물받기도 했다. 러시아는 최초의 안가라 로켓 시험발사를 저렇게 ICBM으로 발사했다. 1.43톤의 화물도 ICBM이 그정도 무게의 핵탄두를 탑재한다.
한국은 애써 우주 로켓이라고 주장했고, 보도했고, 발사까지 중계했지만, 정작 안가라 로켓을 판 러시아는 최초 시험발사를 저렇게 러시아군이 나서서, ICBM 시험발사 형식으로 전세계에 과시하여, 나로호가 ICBM이라는 점을 부각시켰다. 최초발사를 저렇게 ICBM으로 발사한 이후, 러시아는 2020년이 되도록 추가 발사도 안하고 있다.
지하 사일로에 나로호를 장착해서, 유사시 대통령이 핵버튼을 누르면, 연료주입을 한다. 한국 정부와 언론들은 액체산소가 군사용 사용은 힘들다고 하지만, 러시아는 대놓고 ICBM으로 시험발사를 했으며, 1960년대 미국의 ICBM인 HGM-25A 타이탄 I이 지하 사일로에 배치되어, 액체산소를 사용했다. 1961년 미국 최초로 지하 사일로에서 핫 런치 방식으로 발사되었다. 사일로는 400 m 간격으로 떨어져서 건설되었다. 등유와 액체산소의 연료주입시간은 15분이었다. 명령부터 발사까지 대략 20분이 걸렸다.
2020년 기준으로 러시아가 사용중인 SS-19 ICBM은 발사 준비시간이 25분 걸린다. 따라서, 나로호가 대통령의 핵버튼 직후 20분 만에 발사할 수 있다는 것은, 별다른 개조 없이, 현재 즉시 나로호를 ICBM으로 사용할 수 있다는 의미이다.

## 나로호 1단 엔진
나로호 사업은 미국 국무부가 ICBM 기술이전이라고 항의하자, 러시아가 일방적으로 계약을 취소해서, 무산된 사업이다. 당초, 러시아 완제품 1단 엔진을 사용해 시험발사를 하고, 이후에는 한국이 1단 엔진을 국내생산해 계속 발사하기로 러시아와 계약을 한 사업이다. 그래서, 러시아가 완제품 1단 엔진을 한국에 제공하지 않았다.
2021년 10월 29일, 조광래(62) 전 한국항공우주연구원 원장이, 2008년 8월에 러시아가 RD-191 엔진 완제품 한 개를 한국에 제공했다는 사실을 전격 공개했다. 완벽한 완제품이 있으면, 역공학으로 쉽게 베낄 수 있다.
나로호 1차 발사는 2009년 8월에 있었지만 실패했다. 그러나, 나로호 사업의 가장 핵심은, 로켓의 발사 보다도, 세계에서 가장 최첨단 엔진으로 평가받는 나로호 1단 엔진을 러시아가 한국에 제공하는 것이었는데, 이는 이미 1년 전인 2008년 8월에 러시아가 제공했다는 것이다.

## 세계의 최초 우주발사체 비교
굵은 글씨는 현재도 발사 능력을 보유한 국가와 기관 (대한민국의 경우 2018년 기준으로 나로호가 퇴역함에 따라 현역 우주발사 수단을 가지고 있지 않으므로 제외되었었으나, 2022년 6월 21일 누리호 발사에 성공하였으므로 다시 표시하였다.)
| 로켓명                     | 무게(t) | 국가                   | 날짜                  | 비고                                                                    |
| -------------------------- | ------- | ---------------------- | --------------------- | ----------------------------------------------------------------------- |
| 스푸트니크 로켓 (R-7 로켓) | 267     | 소련                   | 1957년 10월 4일       | 최초 우주발사체, 최초의 인공위성 스푸트니크 1호를 궤도에 안착. 세계 1위 |
| 주노 1호                   | 29      | 미국                   | 1958년 2월 1일        | 최초 우주발사체, 세계 2위                                               |
| 디아망 로켓                | 18.4    | 프랑스                 | 1965년 11월 26일      | 최초 우주발사체, 세계 3위 알제리에서 발사했다.                          |
| 유럽 1                     | 104     | 유럽 로켓개발기구      | 1968년 11월 30일 실패 | 최초 우주발사체 오스트레일리아에서 발사했다.                            |
| 람다 4S                    | 9.4     | 일본                   | 1970년 2월 11일       | 최초 우주발사체, 세계 4위                                               |
| 창정 1호                   | 81      | 중화인민공화국         | 1970년 4월 24일       | 최초 우주발사체, 세계 5위                                               |
| 블랙 애로우                | 18      | 영국                   | 1971년 10월 28일      | 최초 우주발사체, 세계 6위 오스트레일리아에서 발사했다.                  |
| 아리안 1호                 | 207     | 유럽 우주국            | 1979년 12월 24일      | 최초 우주발사체 프랑스령 기아나에서 발사했다.                           |
| SLV                        | 17      | 인도                   | 1980년 7월 18일       | 최초 우주발사체, 세계 7위                                               |
| 샤빗 로켓                  | 30      | 이스라엘               | 1988년 9월 19일       | 최초 우주발사체, 세계 8위                                               |
| 치클론-3                   | 189     | 우크라이나             | 1991년 9월 28일       | 구 소련의 후계 국가이므로 순위에 포함하지 않는다.                       |
| 소유스-U                   | 313     | 러시아                 | 1992년 1월 21일       | 구 소련의 직접적인 후계 국가이므로 순위에 포함하지 않는다.              |
| VLS-1                      | 50      | 브라질                 | 1997년 11월 2일 실패  | 최초 우주발사체                                                         |
| 사피르 로켓                | 26      | 이란                   | 2009년 2월 2일        | 최초 우주발사체, 세계 9위                                               |
| 은하 3호                   | 92      | 조선민주주의인민공화국 | 2012년 12월 12일      | 최초 우주발사체, 세계 10위 *위성 수신 정보 없음                         |
| 나로호                     | 140     | 대한민국               | 2013년 1월 30일       | 최초 우주발사체, 세계 11위                                              |

 독일과  이탈리아는 충분한 로켓 기술을 보유하고 있으며 특히 이탈리아는 우주발사체 베가의 개발을 주도했지만, 유럽 우주국의 일원으로 개발했기 때문에 목록에 넣지 않는다.

## 관련 방송
- KBS 《꿈과 도전의 기록, 대한민국 우주발사체 나로》 2009년 9월 6일
- KBS 《우주강국의 꿈 나로호, 천일의 기록》 2010년 12월 27일
- TJB 《나로호의 세 번째 비상》 2012년 10월 25일
- KBS 특집다큐《나로호, 우주강국의 꿈을 펼치다》 2013년 1월 30일

## 같이 보기
- 누리호
- 한국형발사체
- 상업용 궤도 운송 서비스
- 원지점 킥모터 (AKM, en:Apogee kick motor)
- ETOS (Electro Optical Tracking System)
- 추력별 로켓 목록
- 비츠로시스(054220)(관련 업체)[33]
- 세트렉아이(099320)(관련 업체)[33]

## 참고 자료
- 국가과학기술위원회 (2000년 12월). “우주개발중장기기본계획 수정(안)”.
- 한국개발연구원 (2004년 7월). “우주센터개발사업 타당성 재검증을 위한 기획연구”.
- 이준호 (2013년 4월). “나로호 개발의 의의와 성과”. 《항공우주매거진》 7 (1).